# Tom und ich als Babysitter
Tom und ich als Babysitter ist ein US-amerikanischer Zeichentrick-Kurzfilm von William Hanna und Joseph Barbera aus dem Jahr 1958.

## Handlung
Eine junge Babysitterin (Jeannie) soll ein Baby beaufsichtigen, während seine Mutter weg ist. Stattdessen telefoniert sie, ohne das Baby irgendwie zu beachten. Tom übernimmt die Aufgabe von Jeannie, indem er selbst das Baby überall sucht und zurück zu Jeannie bringt. Sie denkt aber, dass Tom das Baby nur stört, und schlägt Tom mit dem Besen. Als das Baby das Grundstück verlässt und auf der Baustelle erscheint, vereinigen Tom und Jerry ihre Bemühungen, um das Baby unversehrt nach Hause zu bringen. Jeannie ruft die Polizei und meldet das Baby als vermisst. Als der Polizist kommt, sieht er Tom und Jerry, die das Baby zurückbringen. Der Polizist glaubt, dass Tom und Jerry das Baby geklaut haben, und nimmt sie fest. Der Polizist sieht später aber selbst überrascht, dass die Aussage stimmt. Das Baby läuft erneut vor seinem nachlässigen Kindermädchen davon.

## Produktion
Tom und ich als Babysitter war der 114. und letzte Tom-und-Jerry-Trickfilm von Hanna und Barbera. Er kam am 1. August 1958 in Technicolor als Teil der MGM-Trickfilmserie Tom und Jerry in die Kinos.